# Eisblume

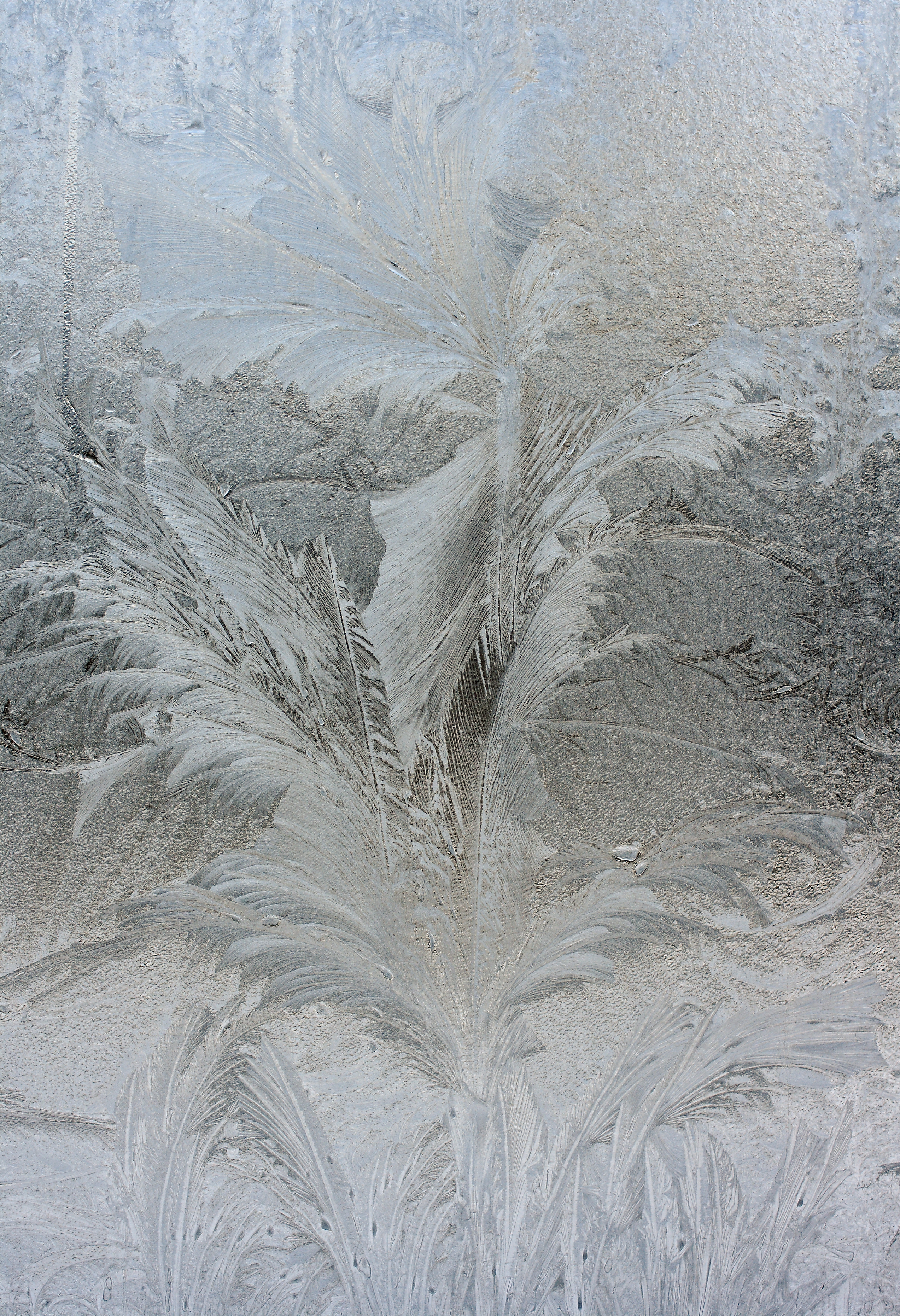
Eiskristalle in pflanzenähnlicher Form

Eine Eisblume ist ein Eiskristall, dem wegen seiner Form Ähnlichkeit mit einer Pflanze respektive Blume zugesprochen wird. Es handelt sich um eine Sonderform von Raureif. Eisblumen entstehen typischerweise an Fenstern, sie können aber auch an anderen Oberflächen auftreten.

## Entstehung

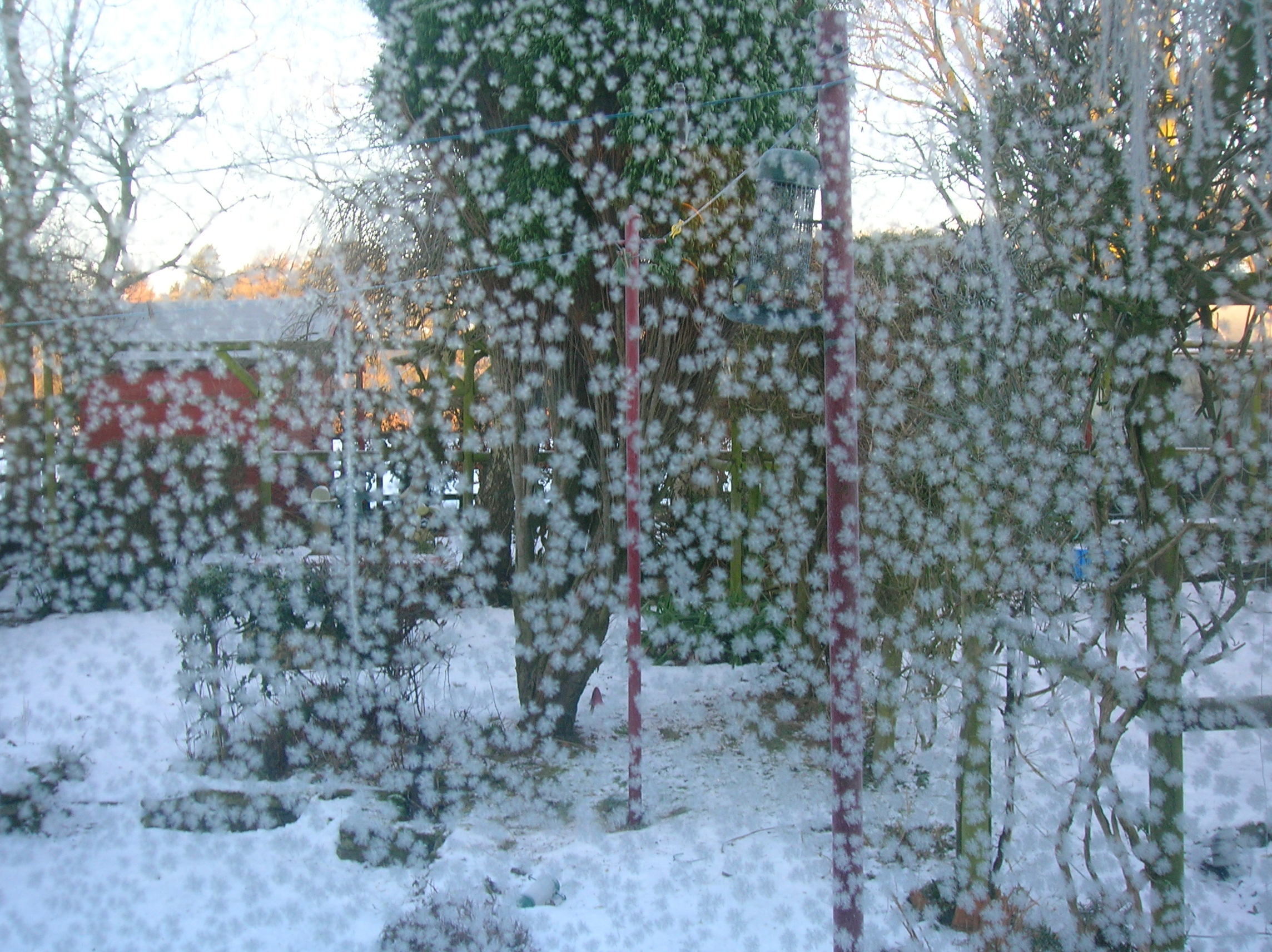
Streumuster rein hexagonaler Eisblumen

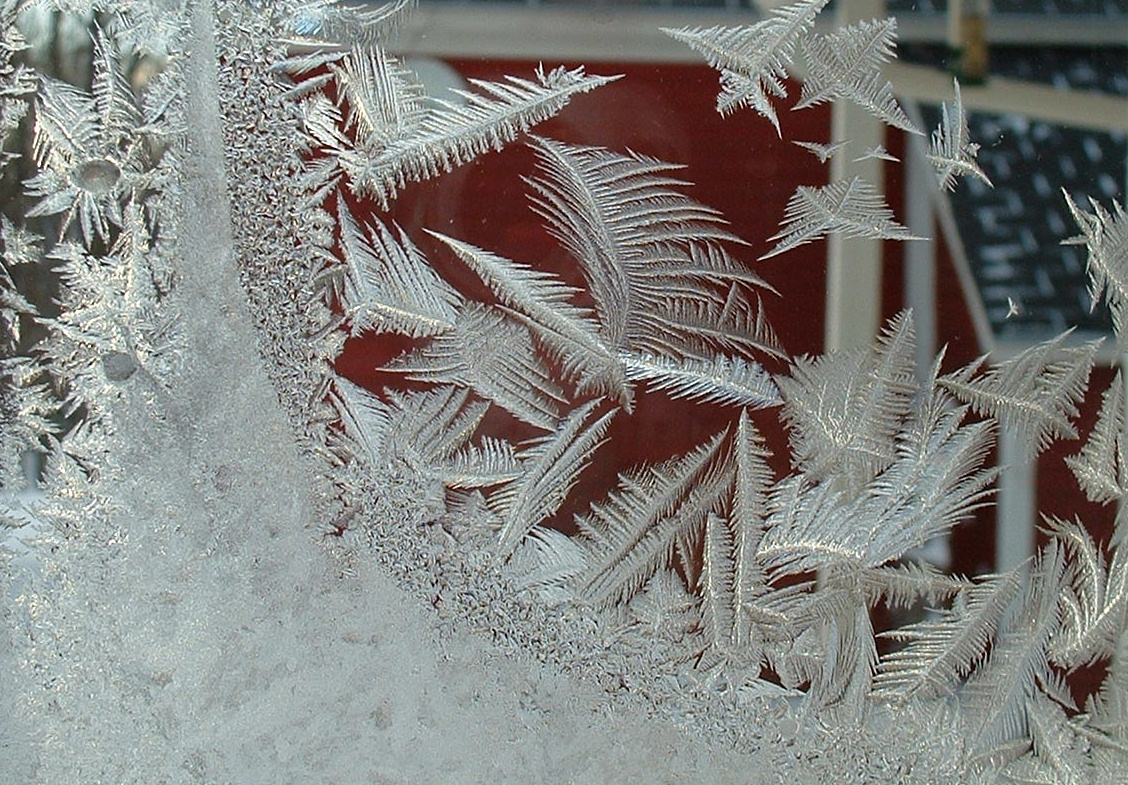
Erscheinung der englisch fern frost (‚Farn-Eis‘) genannten Eisblumen mit rein dendritischem Wachstum

Eisblumen entstehen typischerweise an der Innenseite von dünnen Fensterscheiben in beheizten Räumen, wenn die Außentemperatur unter 0 °C sinkt, und entsprechen dem Anlaufen (Beschlagen) der Scheiben ohne Frost: Wenn die Wärmedämmung des Fensters gering ist, kühlt aufgrund der deutlichen Temperaturdifferenz die innere Fensteroberfläche durch Wärmeleitung unter den Gefrierpunkt ab. Wärmere Raumluft, die zur Scheibe strömt, kühlt ab. Mit sinkender Temperatur sinkt auch die Fähigkeit der Luft, Feuchtigkeit aufzunehmen. Sinkt die Lufttemperatur unter den Taupunkt, so kann die Luft den Wasserdampf nicht mehr halten, sodass dieser an der kälteren Oberfläche niederschlägt. Liegt die Innentemperatur der Scheibe unter dem Gefrierpunkt,  gefriert (resublimiert) das Wasser. Wenn Kristallisationskeime oder -kerne auf dem Glas vorhanden sind, kann das Wasser vielfältig kristallisieren. Mit der Zeit wachsen die Eisblumen charakteristischerweise meist von den unteren Rändern her und können die ganze Scheibe bedecken. Seltener ist der umgekehrte Fall, streicht etwa Außenluft mit über Null Grad über vorher unter den Gefrierpunkt gekühlte Oberflächen, entstehen die Gebilde an der Außenseite, beispielsweise über Nacht auf Autos bei Wetterumschwüngen.

## Formen und Muster
Eisblumen sind ebene Kristalle des Wassers. Meist mischen sich sechseckige (blumenartige) Formen, die auf der hexagonalen Symmetrie beruhen (wie bei der Schneeflocke) mit dendritischen, baumähnlich verzweigtem Wachstum. Die genauen Prozesse sind bis heute nicht konkret verstanden.
Keime sind neben Staubteilchen auch winzige Kratzer auf Glas oder einer Oberflächenbeschichtung, die florale Formen vorgeben, aber auch beispielsweise die Wischmuster vom Fensterputzen, dem Scheibenwischer bei Autos, der Lackpolitur, und ähnlichem. Änderungen der Temperatur um ein halbes Grad oder der Luftfeuchtigkeit um ein halbes Prozent beeinflussen die Art des Wachstums merklich. Unter anderen Umständen vereisen die Fenster aber oft auch nur zu trübem amorphen Eis (Raueis), oder aber weitgehend durchscheinendem Klareis. Bei weiterem Anfrieren werden die Eisblumen von ebenfalls mehr oder minder transparenten dickeren Eisplatten überlagert und verschwinden dabei sukzessive.

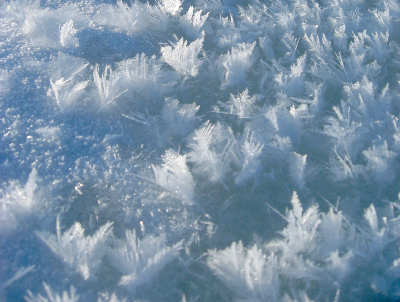
Meereisblumen

Eine den  Eisblumen ähnliche Form sind Meereisblumen, räumliche Formen, die im Frühling und Herbst in Arktis und Antarktis entstehen.
Ähnliche dendritische Kristallisationsgebilde lassen sich beim spontanen Überfrieren unterkühlter Flüssigkeiten und anderen Vorgängen beobachten, die Ausbildung der sechsstrahlig-symmetrischen Formen ist aber für Wasser kennzeichnend.
Ein besonderes optisches Phänomen der ebenen Eiskristalle ist außerdem, dass sich hier – etwa mit dem polarisierten Himmelslicht und einem Polarisationsfilter – die Doppelbrechung von Eis beobachten lässt, die außer den Hauptachsen der sechszähligen Symmetrie in allen anderen Richtungen auftritt.

## Mangelnde Wärmedämmung
Anlaufende Fenster und Eisblumen sind ein typisches Indiz mangelhaft wärmedämmender Fenster. Durch moderne Fenster sind Eisblumen in heimischen Häusern heute ein seltenes Phänomen geworden. Bei gut gedämmten Fenstern können Eisblumen hingegen an der Außenseite entstehen. Bautechnisch schädlich sind nicht die Eisblumen selbst, sondern dass beim Tauen das Wasser in Fenster- und Rahmenfugen sickert und dort zu Frost- oder Feuchteschäden sowie Schimmelbildung führen kann.

## Beispiele

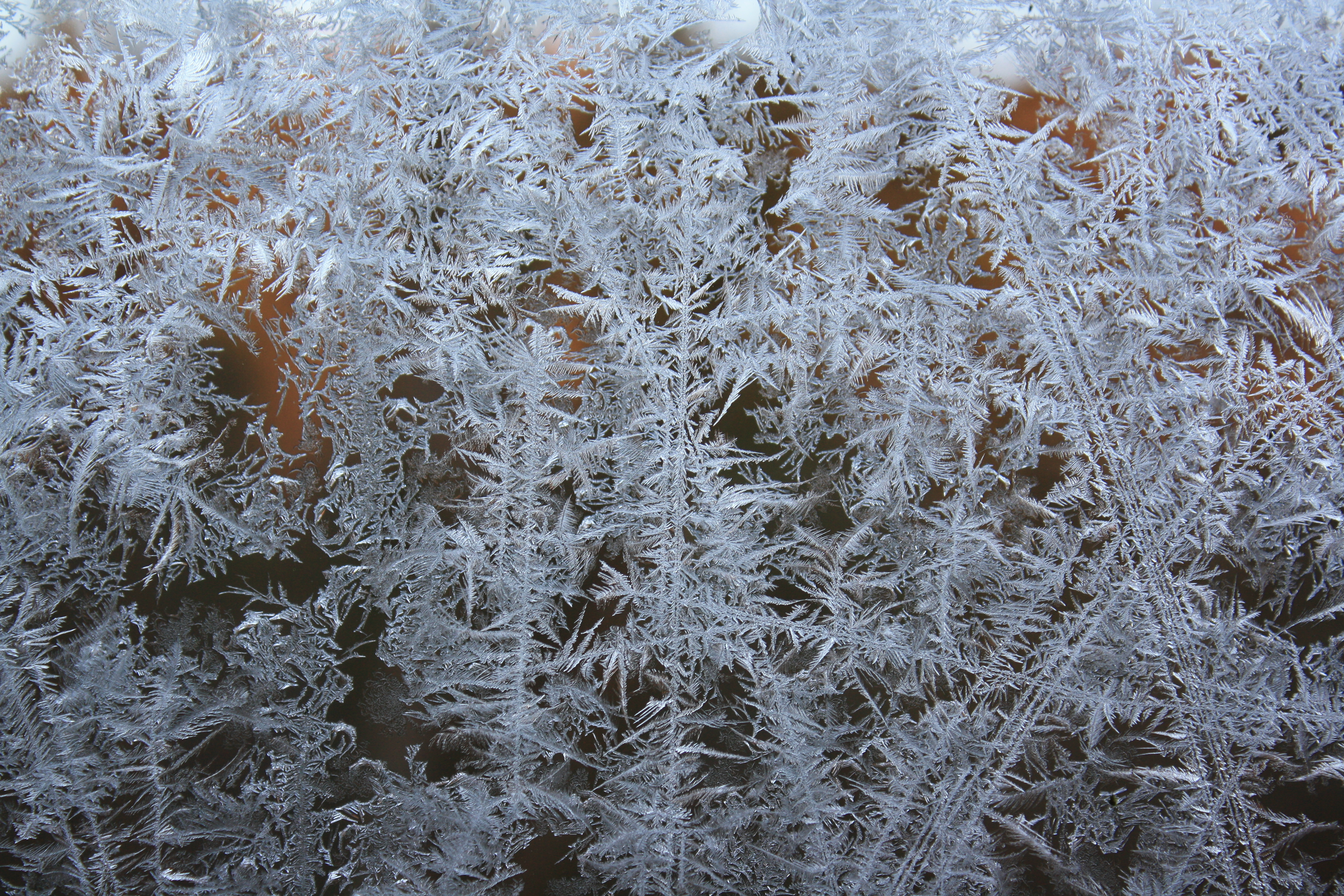
Eiskristalle an Fensterscheibe
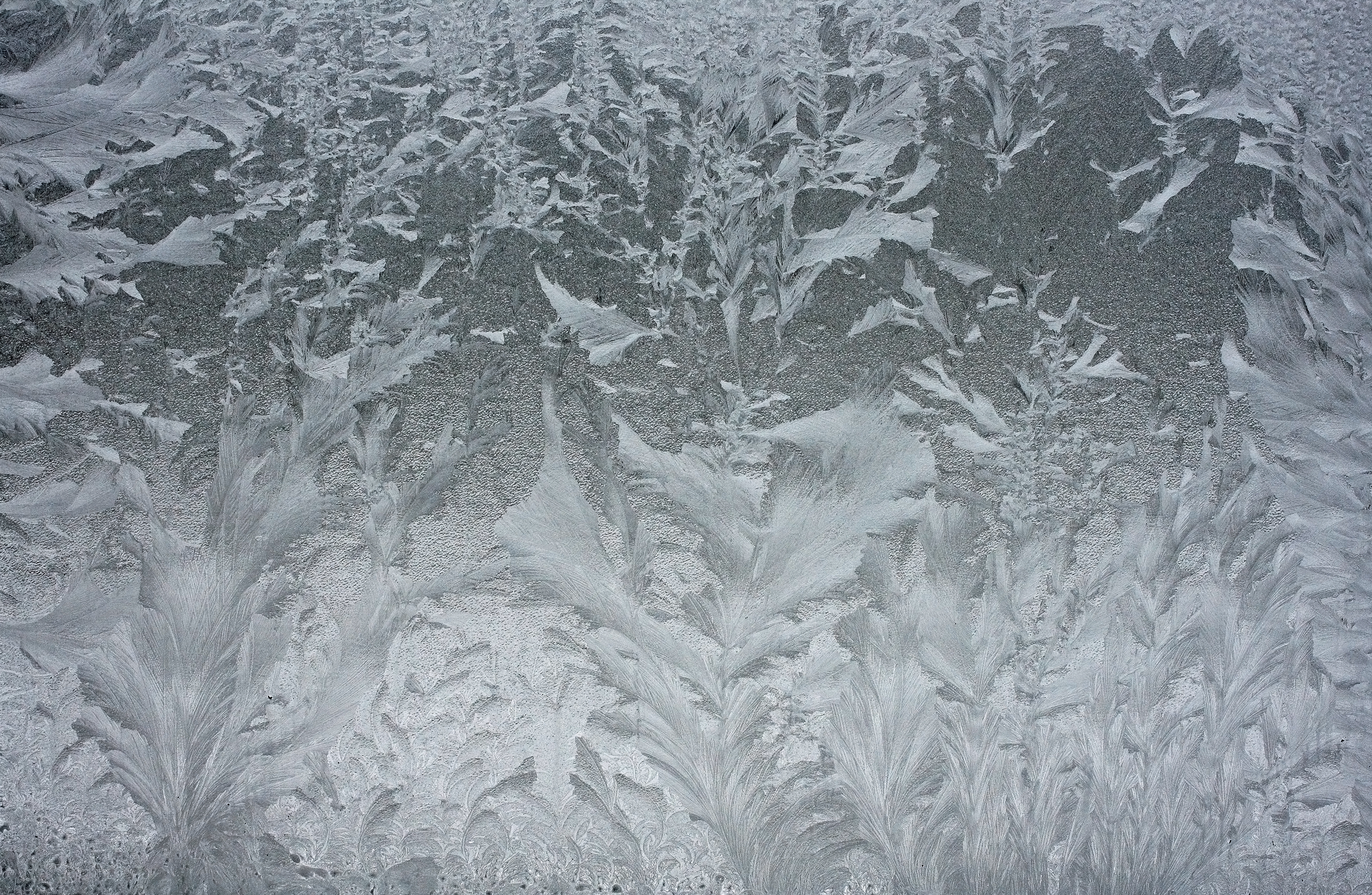
Von innen vereistes Fenster bei ca. −14 °C Außentemperatur
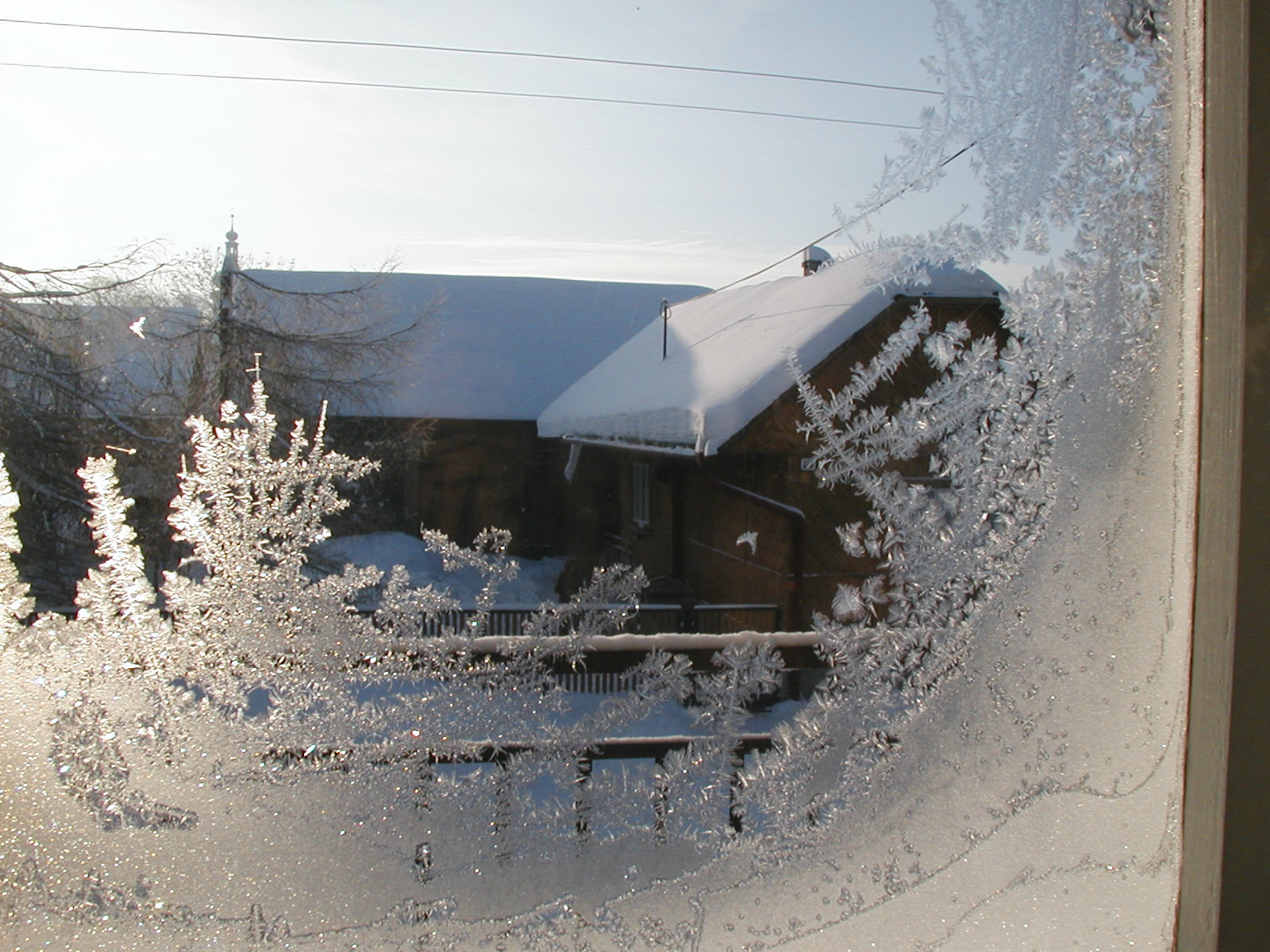
Das charakteristische Wachstum von unten her
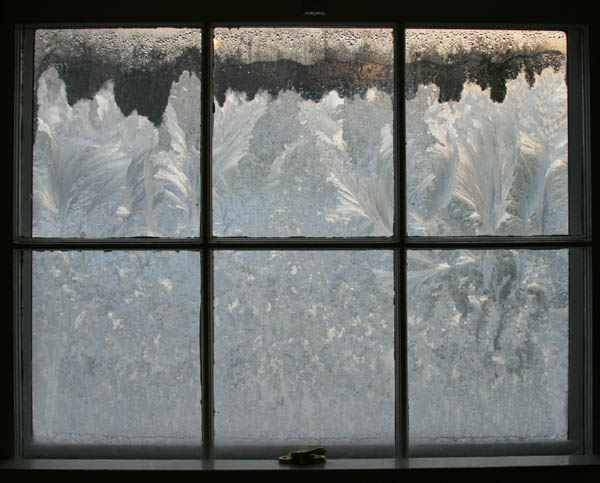
Fast vollständig vereistes Fenster
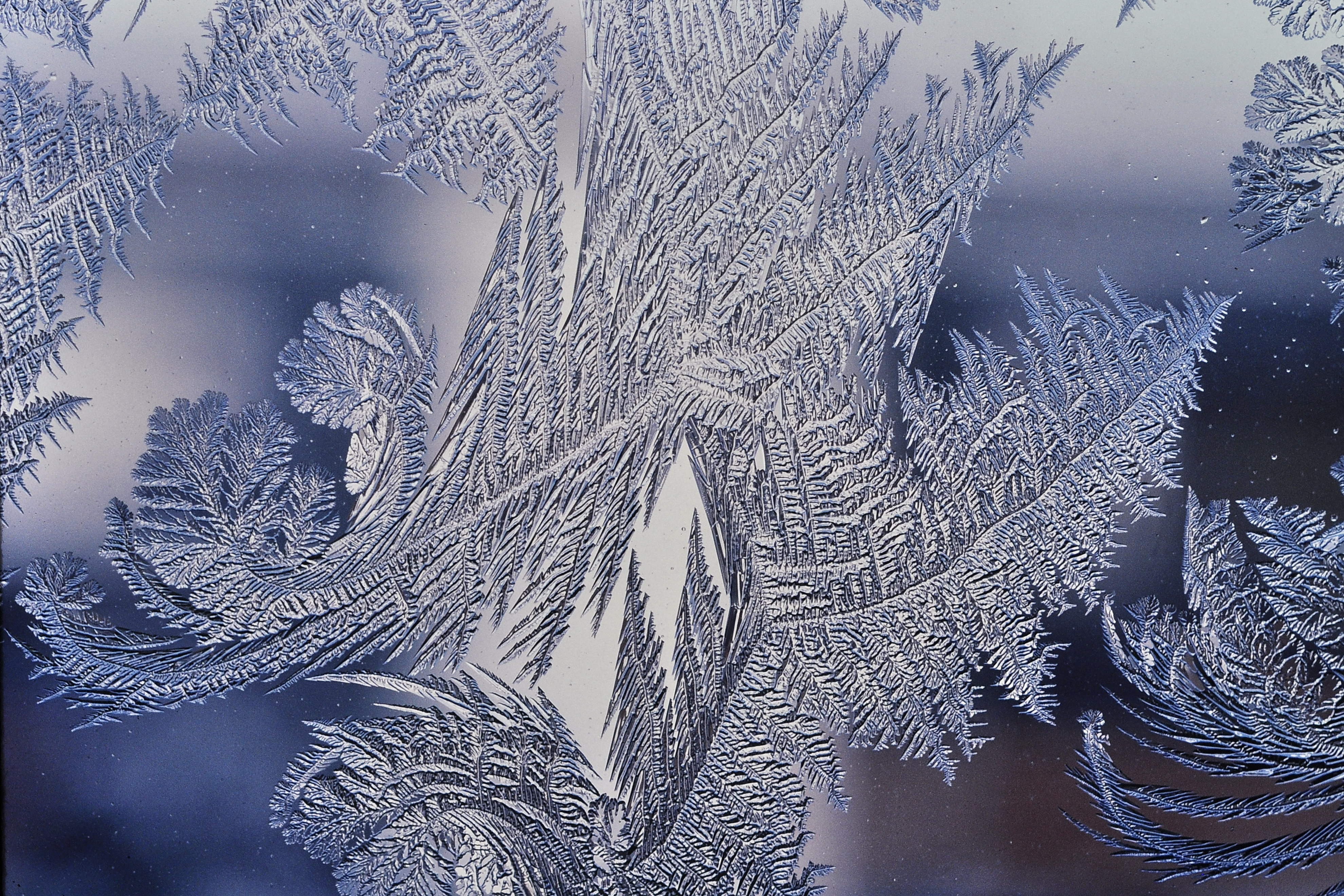
Glasscheibe mit Eisblumen

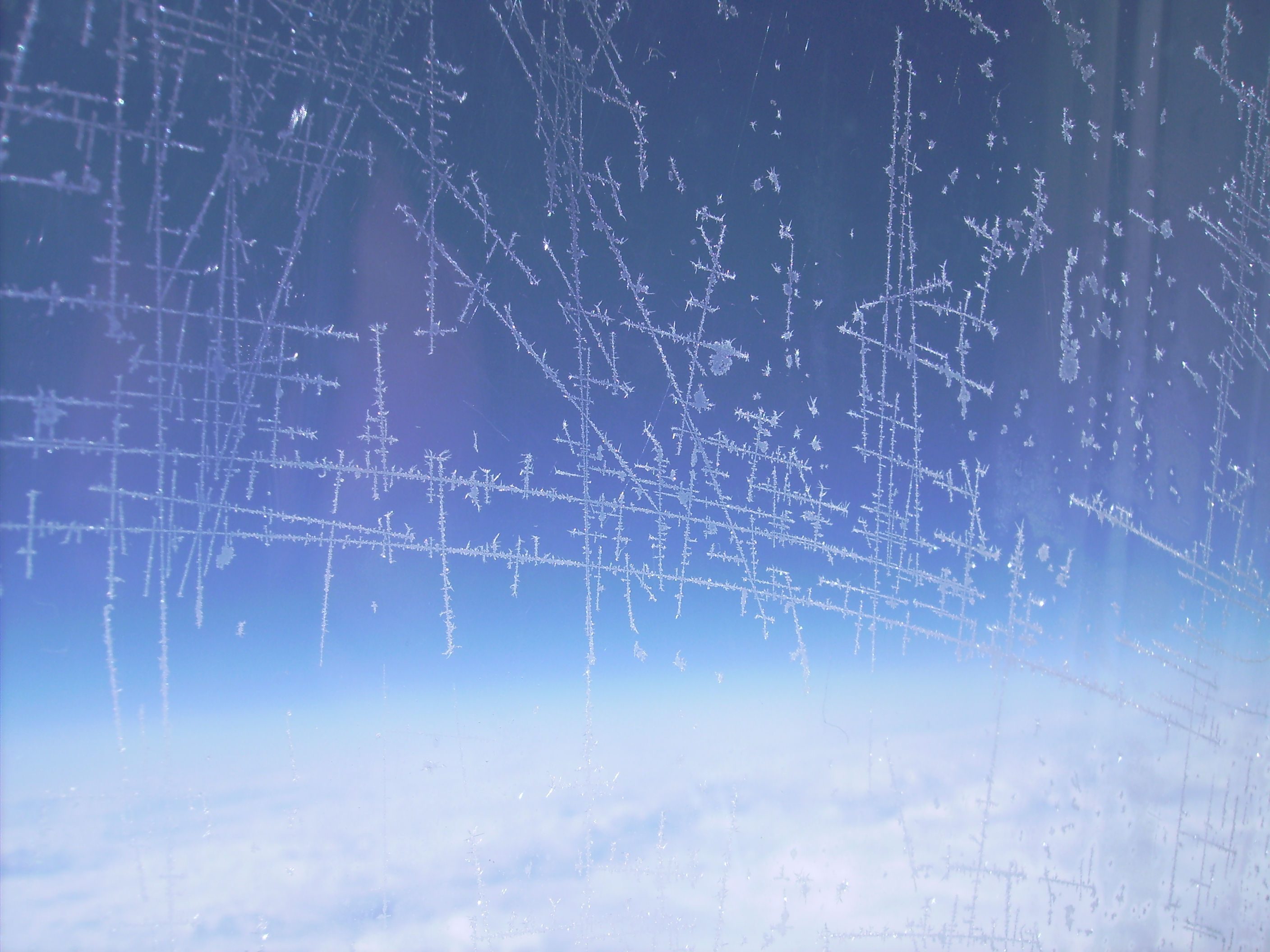
Eiskristalle an einer Scheibe eines Flugzeuges
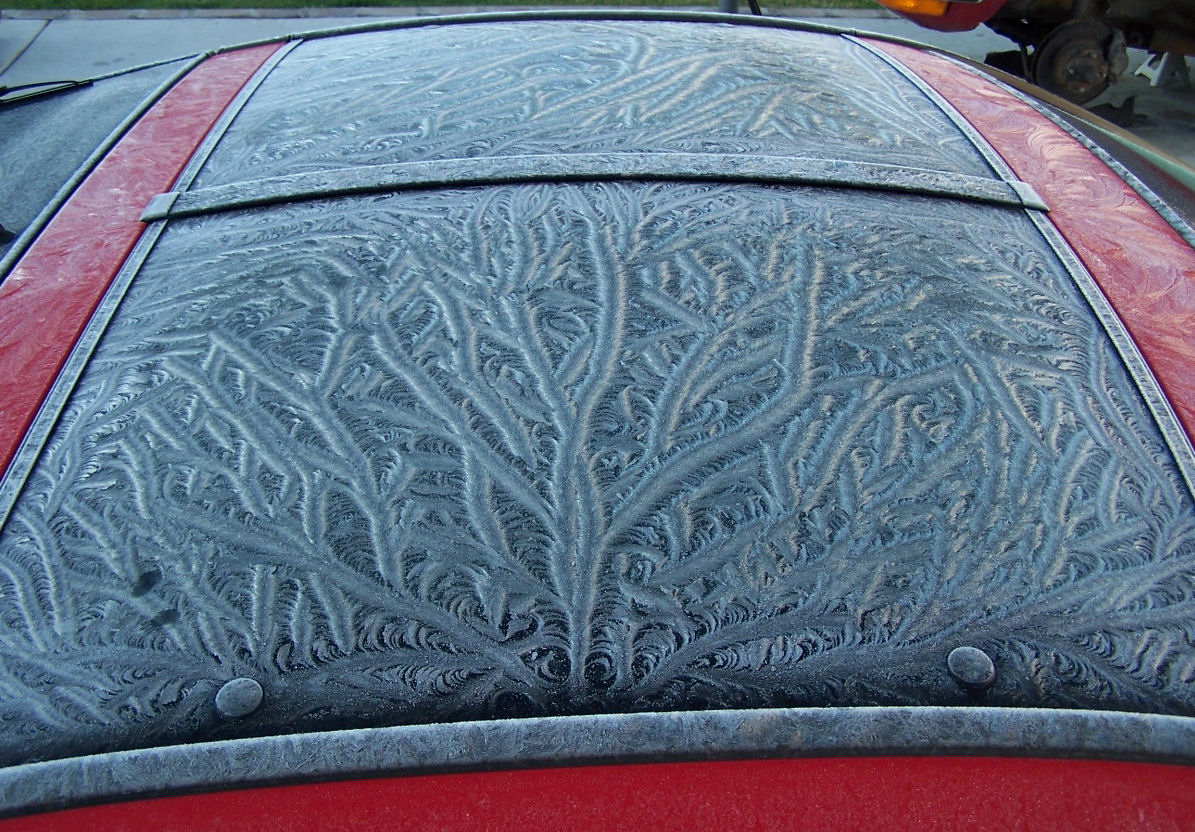
Eisblumen auf einem Auto-Oberlicht
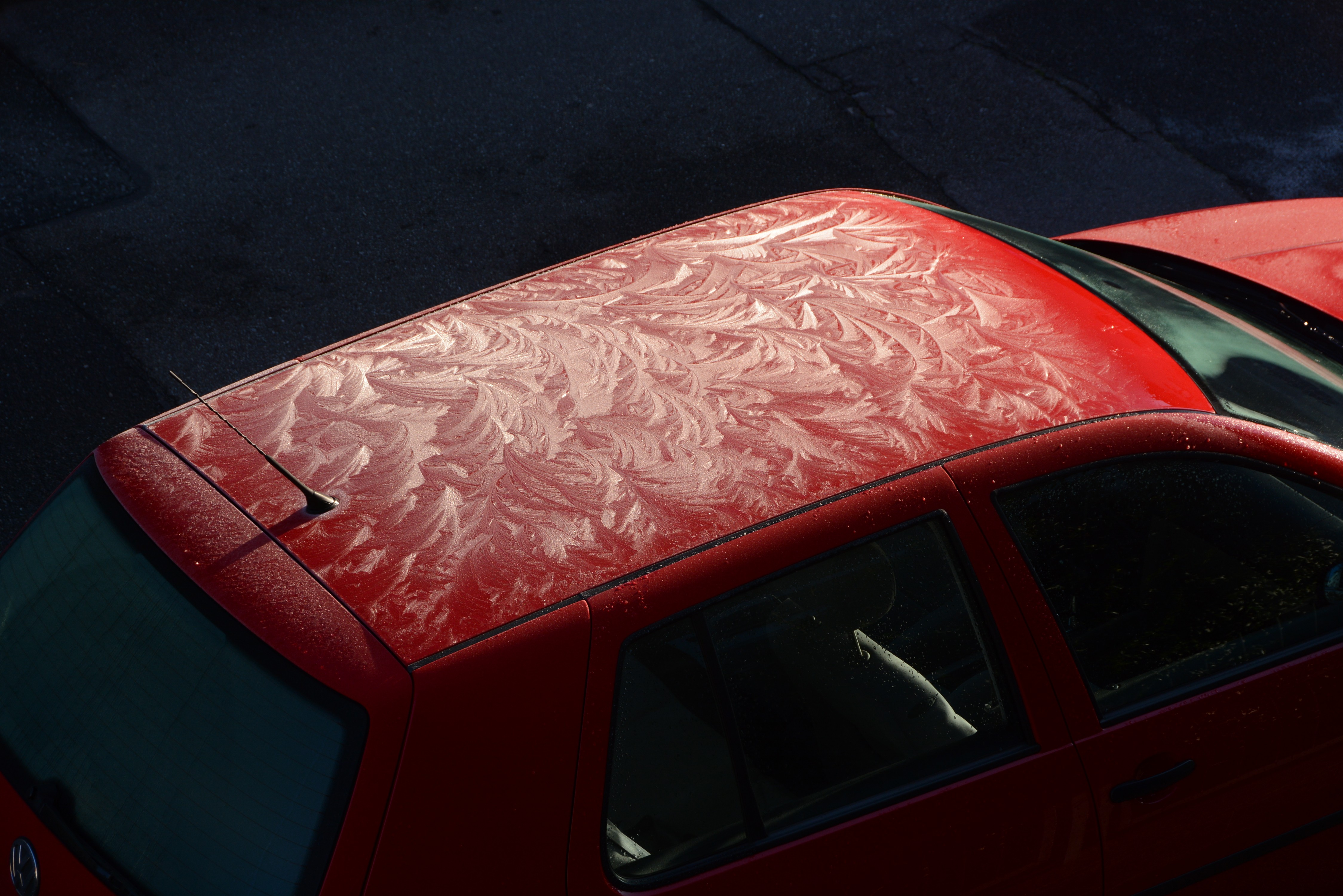
Eisblumen-Struktur direkt auf dem Autolack
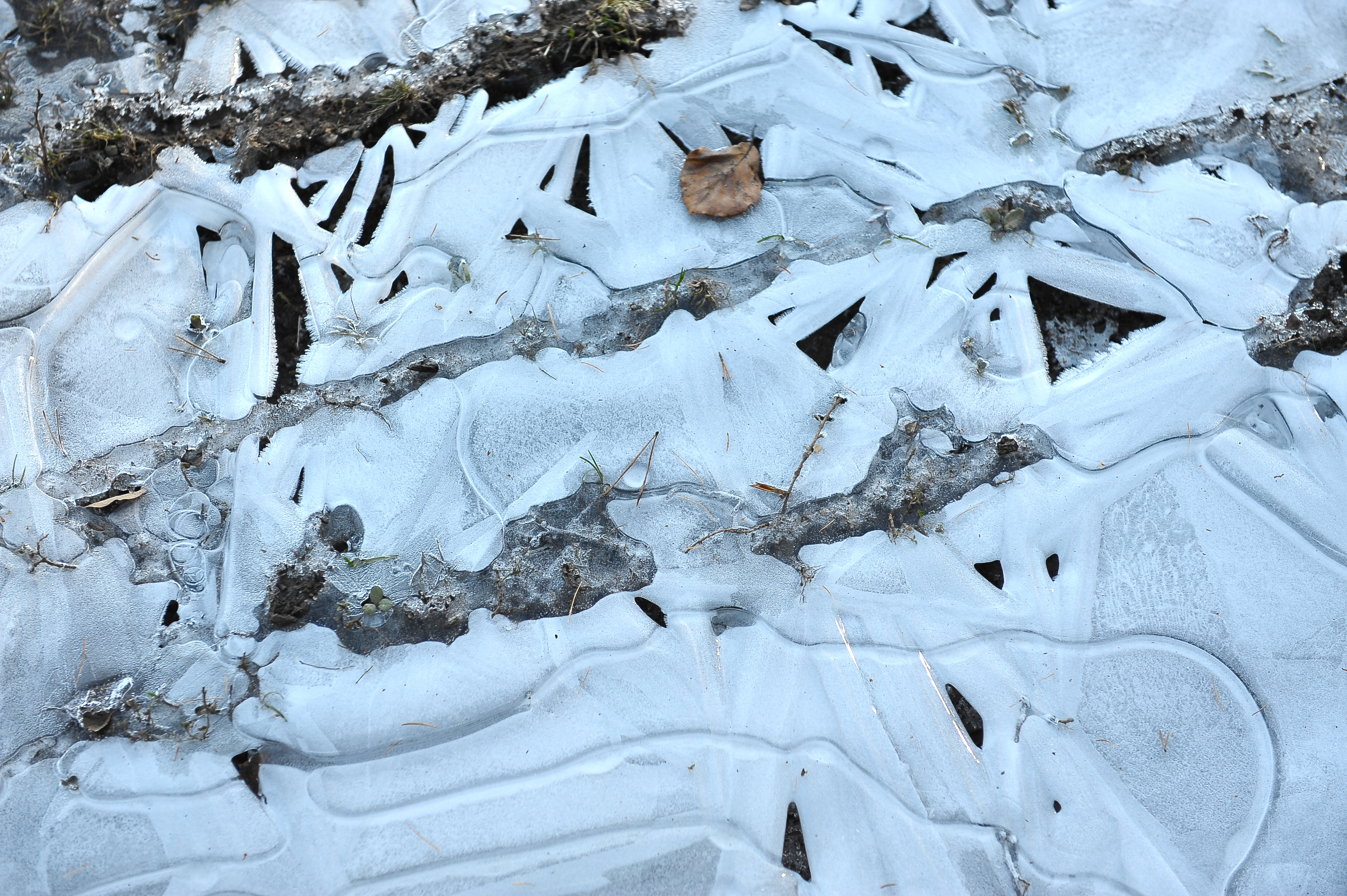
Gefrorene Pfützen mit teils eisblumenartigen Bildungen
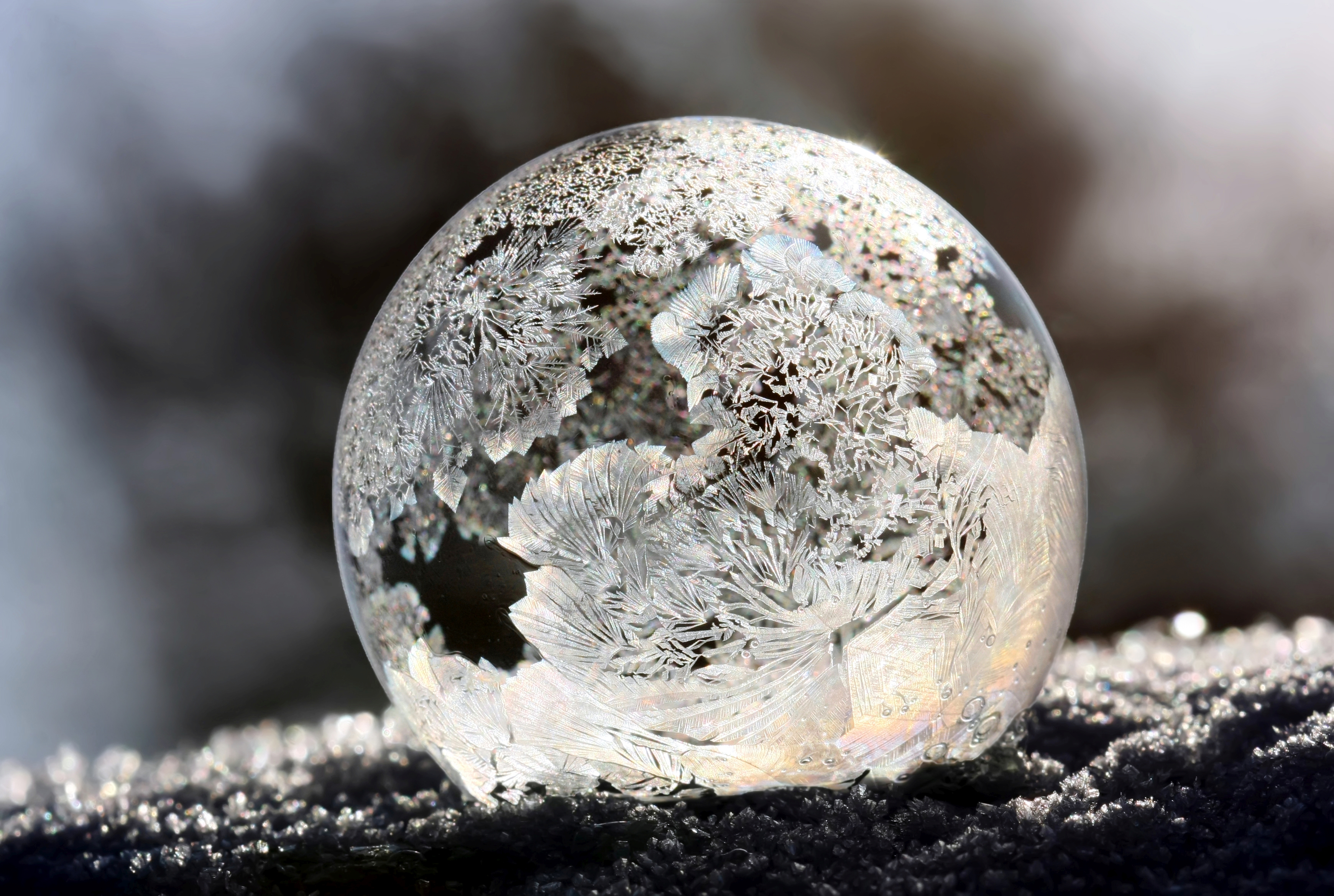
Eiskristalle auf einer Seifenblase